# بيت النهاري (نجرة)

تعديل مصدري - تعديل

بيت النهاري هي إحدى قرى عزلة قدم بمديرية نجرة التابعة لمحافظة حجة، بلغ تعداد سكانها 721 نسمة حسب تعداد اليمن لعام 2004.